# Esmee Brugts
Esmee Brugts (Heinenoord, 28 luglio 2003) è una calciatrice olandese, attaccante del Barcellona e della nazionale olandese.

## Carriera
Dopo aver giocato le sue prime stagioni da professionista nelle file del PSV, il 22 agosto 2023 Brugts viene ingaggiata a parametro zero dal Barcellona, nella massima serie spagnola, con cui firma un contratto quadriennale.
Nell'ottobre del 2023, viene inclusa fra le dieci finaliste del premio European Golden Girl, assegnato dal quotidiano Tuttosport alla miglior giocatrice Under-21 militante in un campionato europeo.

## Statistiche

### Presenze e reti nei club
Statistiche aggiornate al 7 giugno 2025.
| Stagione          | Squadra           | Campionato        | Campionato | Campionato | Coppe nazionali | Coppe nazionali | Coppe nazionali | Coppe internazionali | Coppe internazionali | Coppe internazionali | Altre coppe | Altre coppe | Altre coppe | Totale | Totale |
| Stagione          | Squadra           | Comp              | Pres       | Reti       | Comp            | Pres            | Reti            | Comp                 | Pres                 | Reti                 | Comp        | Pres        | Reti        | Pres   | Reti   |
| ----------------- | ----------------- | ----------------- | ---------- | ---------- | --------------- | --------------- | --------------- | -------------------- | -------------------- | -------------------- | ----------- | ----------- | ----------- | ------ | ------ |
| 2020-2021         | PSV               | E                 | 18         | 3          | CO              | 3               | 0               | UWCL                 | 2                    | 0                    | EC          | 5           | 2           | 34     | 12     |
| 2021-2022         | PSV               | E                 | 21         | 4          | CO              | 4               | 1               | UWCL                 | 2                    | 2                    | EC          | 2           | 0           | 35     | 11     |
| 2022-2023         | PSV               | E                 | 15         | 8          | CO              | 4               | 1               | -                    | -                    | -                    | EC          | 2           | 0           | 19     | 13     |
| Totale PSV        | Totale PSV        | Totale PSV        | 54         | 15         | -               | 11              | 2               | -                    | 4                    | 2                    | -           | 9           | 2           | 78     | 21     |
| 2023-2024         | Barcellona        | PD                | 27         | 7          | CR              | 4               | 0               | UWCL                 | 8                    | 0                    | SS          | 1           | 0           | 40     | 7      |
| 2024-2025         | Barcellona        | PD                | 27         | 6          | CR              | 4               | 0               | UWCL                 | 11                   | 2                    | CC+SS       | 1+2         | 1+0         | 45     | 9      |
| Totale Barcellona | Totale Barcellona | Totale Barcellona | 54         | 13         | -               | 8               | 0               | -                    | 19                   | 2                    | -           | 4           | 1           | 85     | 16     |
| Totale carriera   | Totale carriera   | Totale carriera   | 108        | 28         | -               | 19              | 2               | -                    | 23                   | 4                    | -           | 13          | 3           | 163    | 37     |

## Palmarès

### Club
- Coppa dei Paesi Bassi: 1

PSV Eindhoven: 2020-2021
- Campionato spagnolo: 2

Barcellona: 2023-2024, 2024-2025
- Coppa della Regina: 2

Barcellona: 2023-2024, 2024-2025
- Supercoppa spagnola: 2

Barcellona: 2024, 2025

#### Competizioni internazionali
- UEFA Women's Champions League: 1

Barcellona: 2023-2024